# Ernst Happel Stadion
Ernst Happel Stadion er Østrigs nationalstadion for fodbold. I 1992 skiftede stadionet navn fra Prater Stadion til det nuværende efter trænerlegenden Ernst Happel umiddelbart efter hans død. Stadionet blev åbnet i 1931 og totalrenoveret i 1986. 
I dag har stadionet en tilskuerkapacitet på 50.000. Finalen i EM i fodbold 2008 mellem Tyskland og Spanien blev spillet på Ernst Happel Stadion 29. juni 2008.
48°12′25.8″N 16°25′13.9″Ø / 48.207167°N 16.420528°Ø
- Wikimedia Commons har flere filer relateret til Ernst Happel Stadion

| Idrætsanlæg | Spire Denne artikel om et idrætsanlæg er en spire som bør udbygges. Du er velkommen til at hjælpe Wikipedia ved at udvide den. |